# AirPlay
AirPlay — наименование технологии и протокола, разработанных Apple, при использовании которых обеспечивается беспроводная потоковая передача медиаданных (аудио, видео, изображений) между устройствами. Через AirPlay
аудио- и видеоданные могут передаваться из медиапроигрывателя (например, из iTunes) на любые устройства, совместимые с AirPlay.
Передача между приёмником и передатчиком осуществляется только через Wi-Fi-маршрутизатор.

## О технологии
AirPlay, ранее AirTunes, был представлен в iOS 4.2 и был совместим с Airport Express.
Apple анонсировала AirPlay 2 на своей ежегодной конференции WWDC 5 июня 2017 года. Его выпуск планировался вместе с iOS 11 в третьем квартале 2017 года, но был отложен до июня 2018 года. По сравнению с оригинальной версией, AirPlay 2 улучшает буферизацию; добавляет потоковое аудио на стереодинамики; позволяет передавать аудио на несколько устройств в разных комнатах и управлять с помощью Control Center, приложения «Дом» или Siri, функциональность, которая ранее была доступна только с помощью iTunes под macOS или Windows.
| История AirPlay | История AirPlay                                                           |
| --------------- | ------------------------------------------------------------------------- |
| 2004            | Запуск в качестве AirTunes для iTunes и AirPort Express                   |
| 2010            | Запуск на iOS 4 как AirPlay                                               |
| 2018            | Запуск AirPlay 2 в iOS 11.4                                               |
| 2021            | macOS Monterey включает возможность приема на совместимых компьютерах Mac |

## Использование
Технология используется в изделиях следующих производителей:
Apple,
Bang & Olufsen,
Bose,
Bowers & Wilkins,
Cambridge Audio,
Denon,
Harman Kardon,
iHome,
JBL,
KEF,
Loewe,
Marantz,
Philips,
Pioneer,
Sony,
Yamaha и др.

### Apple
Apple HomePod,
Apple TV,
iPhone,
iPod Touch,
iPad,
iPad mini,
AirPort Express,
Apple Watch.

### Bang & Olufsen
A6, A8,
A9,
Beolit 12, Playmaker.

### Bose
SoundTouch 30,
SoundTouch 20,
SoundTouch Portable,
Wave SoundTouch,
SoundLink Air

### Bowers & Wilkins
A5,
A7,
Z2,
Zeppelin Air

### Cambridge Audio
Minx Air 100,
Minx Air 200.

### Denon
Полный список изделий Denon, поддерживающих технологию AirPlay .
Cocoon Stream,
AVR-4520,
AVR-X4000,
AVR-X3000,
AVR-X2000,
AVR-X1000,
AVR-X1500H
CEOL,
CEOL Piccolo,
DNP-720AE,DNP-730AE,
DNP-F109.

### Harman Kardon
Aura

### iHome
iW1

,
iW2,
iW3,
iW4.

### JBL
JBL On Air Wireless.

### KEF
X300A Wireless.

### Loewe
AirSpeaker.

### Marantz
AV7701,
AV8801,
Consolette,
Melody Media M-CR610,
Melody Stream M-CR510,
NA-11S1,
NA805,
NR1504,
NR1604,
NR1605,
SR5007,
SR5008,
SR6008,
SR7008, NA6005, NA8005.

### Philips
Fidelio Primo DS9100W,
Fidelio SoundAvia AD7050W,
Fidelio SoundRing DS3880W,
Fidelio SoundSphere DS9800W,
Fidelio SoundSphere DS9830W.

### Pioneer
VSX-527 K,
VSX-528 K,
VSX-827 K,
VSX-828 K,
VSX-921,
VSX-922,
VSX-923, VSX-932,
VSX-1021,
VSX-1022,
VSX-1023,
VSX-1121,
VSX-1122,
VSX-1123.

### Sony
SRS-X7,
SRS-X9.

### Yamaha
RX-A3020,
RX-A2020,
RX-A1020,
RX-A820,
RX-V773,
RX-V673,
RX-V573,
RX-V473, RX-V475, RX-V477, RX-V577,
R-N500, R-N301, R-N303, R-N402, R-N602